# 青春狂走曲
「青春狂走曲」（せいしゅんきょうそうきょく）は、1995年7月21日にリリースされたサニーデイ・サービス通算2枚目のシングル。

## 解説
「青春狂走曲」は、1996年リリースのアルバム『「東京」』に収録されたほか、後にベスト・アルバム『Best Sky』と、2013年リリースの2枚組ベスト・アルバム『サニーデイ・サービス BEST 1995-2000』にそれぞれ収録された。また、2000年の解散後、曽我部恵一バンドのレパートリーとしても取り上げられた。同年リリースされたファースト・アルバム『若者たち』と次作『「東京」』との合間にレコーディングされたこの曲は、ボブ・ディランやヴィレッジ・グリーン期のキンクスを感じさせるガレージ・フォーク・ロックに、ヒップホップの影響下にある言葉数の多い歌が乗る楽曲として、『若者たち』がいかに『「東京」』へと発展していったかを垣間見ることができるという。2015年7月、ROSE RECORDSオンライン・ショップにて数量限定で販売されたボックス・セット『Birth of a Kiss Special BOX』には、2015年3月27日に渋谷公会堂で行われた“サニーデイ・サービス 渋谷公会堂コンサート 2015”の模様を収録した、このBOXセットにのみ同封のコンサート全編完全収録DVDに、ライブ映像が収められた。
カップリングに収録された「いつもだれかに（新緑バージョン）」は『若者たち』収録曲のリテイク・バージョン。「続・青春狂走曲」はタイトル・トラックのインストゥルメンタル・バージョン。両曲ともアルバム未収録曲。後にミディ在籍時の楽曲を網羅した完全生産限定コンプリート・ボックス・セット『“MIDI” COMPLETE BOX』の『アルバム未収録曲集 I』に収録された。
ジャケットの題字は曽我部恵一による直筆。また、2016年6月にリリースされたボックス・セット『「東京」 20th anniversary BOX』には、初アナログ化となる最新リマスタリング音源を使用した同シングルの7インチ・アナログレコードが同梱された。

## 収録曲
1. 青春狂走曲  –  (3'12")
2. いつもだれかに （新緑バージョン）  –  (2'13")
3. 続・青春狂走曲  –  (2'26")

## クレジット
| プロデュース … 曽我部                                                                   |
| アレンジ … 曽我部, 田中, 丸山                                                           |
| エンジニア … 中村文俊                                                                   |
| アシスタント・エンジニア … 及川勉                                                       |
| マスタリング … 宇野勝昭                                                                 |
| スタジオ … リンキー・ディンク・スタジオ（梅が丘）                                       |
| ディレクター … 渡邊文武 (MIDI)                                                          |
|                                                                                         |
| - PLAYER -                                                                              |
| 曽我部恵一 … Guitar, Vocal                                                              |
| 田中貴 … Bass Guitar                                                                    |
| 丸山晴茂 … Drums, Conga, Tambourine                                                     |
|                                                                                         |
| 並木静 … Hammond Organ, Piano                                                           |
| - featuring -                                                                           |
| 新宿少年団（シゲミ, オノダ, フーピー, タナカ, ハルシゲ, ケイイチ, ハワイ） on Hand Clap |
|                                                                                         |
| 写真 … 神田朋子                                                                         |
| デザイン … 古谷ゆうこ for Who Pee Production                                            |
| 真空管アンプ … 三島和敏                                                                 |
| 題字 … ソカベ                                                                           |
|                                                                                         |
| エグゼクティブ・プロデューサー … 大蔵博                                                 |

## リリース日一覧
| 地域 | リリース日    | レーベル     | 規格 | カタログ番号 |
| ---- | ------------- | ------------ | ---- | ------------ |
| 日本 | 1995年7月21日 | RHYME ⁄ MIDI | CD   | MDDS-71      |